# Fernando Arêas Rifan
Fernando Arêas Rifan (São Fidélis, 25 ottobre 1950) è un vescovo cattolico brasiliano, dal 16 dicembre 2002 amministratore apostolico di San Giovanni Maria Vianney.

## Biografia
Fernando Arêas Rifan è nato a São Fidélis, nella diocesi di Campos, il 25 ottobre 1950.

### Formazione e ministero sacerdotale
L'8 dicembre 1974 è stato ordinato presbitero per la diocesi di Campos.
In seguito si unì all'Unione Sacerdotale San Giovanni Maria Vianney (di cui diventerà superiore), organizzazione fondata da Antônio de Castro Mayer che fu vescovo di Campos dal 1949 fino al suo ritiro avvenuto nel 1981 e che rifiutò di accettare nella sua diocesi la riforma liturgica del rito romano attuata da papa Paolo VI. Il 30 giugno 1988 a Ecône, Rifan agì come presbitero assistente alle consacrazioni fatte dall'arcivescovo Marcel Lefebvre e da Castro Mayer contro l'ordine di papa Giovanni Paolo II.
Alla morte del vescovo Castro Mayer il 25 aprile 1991, l'Unione Sacerdotale, scelse come sua nuova guida Licínio Rangel, che fu poi consacrato da tre dei quattro vescovi della Fraternità sacerdotale San Pio X.
A seguito dei contatti avviati nel 2000 dal cardinale Darío Castrillón Hoyos, presidente della Pontificia commissione "Ecclesia Dei", i membri dell'Unione il 15 agosto 2001 chiesero formalmente la riconciliazione con la Santa Sede a seguito della quale, il 18 gennaio 2002, fu istituita l'Amministrazione apostolica personale San Giovanni Maria Vianney, con il vescovo Rangel come amministratore apostolico.

### Ministero episcopale
A causa delle non buone condizioni di salute, monsignor Rangel chiese a papa Giovanni Paolo II un vescovo ausiliare; il pontefice nominò invece un coadiutore nella persona di Fernando Arêas Rifan. Il papa aveva infatti promesso di garantire la successione episcopale all'amministrazione apostolica, e un coadiutore ha il diritto automatico di successione. Di conseguenza, il 28 giugno 2002, Rifan venne nominato vicario generale, vescovo titolare di Cedamusa e coadiutore dell'amministratore apostolico. Ricevette l'ordinazione episcopale il 18 agosto 2002, dal cardinale Darío Castrillón Hoyos, co-consacranti il vescovo di Nova Friburgo Alano Maria Pena e il vescovo Rangel.
Alla morte dell'amministratore, avvenuta il 16 dicembre 2002, succedette alla guida della circoscrizione.
La situazione di Rifan come amministratore apostolico, che può ordinare i suoi sacerdoti e ha conferito l’ordinazione sacerdotale a giovani preti novelli secondo la forma 1962 del rito romano fu visto come possibile soluzione per i lefebvriani, tuttavia i negoziati fallirono.

## Opinioni
Nella sua prima lettera pastorale al clero, ai religiosi, alle associazioni e ai fedeli dell'amministrazione apostolica, Rifan sottolineò l'importanza del mandato papale nella missione canonica a lui affidata, citando l'anatema del Concilio di Trento contro chiunque affermi di essere un predicatore legittimo della parola di Dio e ministro dei sacramenti senza esserlo in realtà.
Egli avvertì i lettori contro due errori. Uno è l'eresia, gli attacchi contro la fede tradizionale vista anche in difesa della tradizionale liturgia latina e della disciplina liturgica che l'amministrazione apostolica continua. L'altro errore è lo scisma, gli attacchi contro l'unità del governo della Chiesa. I membri dell'amministrazione apostolica devono stare in guardia anche contro questo, disse, soprattutto perché i loro sforzi legittimi per preservare la fede cattolica hanno avuto alcuni effetti sfavorevoli, in particolare l'insorgenza di "un certo spirito scismatico che si manifestava in un gusto generale per la critica sistematica delle autorità della Chiesa, uno spirito di resistenza, disobbedienza, mancanza di rispetto, sospetto, maldicenza, indipendenza dalla gerarchia della Chiesa e dal magistero, soddisfazione nell'anormalità della situazione, mancanza di carità, sensazione di possedere tutta la verità, atteggiamento settario che ci ha fatto credere di essere le uniche persone buone... con l'idea di fondo che "le porte degli inferi" avevano prevalso contro la Chiesa. Qualcosa che, con l'aiuto infallibile del nostro Salvatore, è impossibile".
In un'altra lettera pastorale, scritta in occasione dell'elezione di Benedetto XVI, dichiarò molto pertinenti per il momento presente le parole di papa Pio XII nella sua enciclica Mystici Corporis Christi al n. 41: "Essi, quindi, nel percorso di errore pericoloso credono di accettare Cristo come capo della Chiesa, pur non aderendo fedelmente al suo Vicario in terra. Hanno portato via il capo visibile, rotto i legami visibili di unità e lasciato il corpo mistico del Redentore così oscurato e così mutilato, che coloro che sono alla ricerca del rifugio di salvezza eterna non possono né vedere né trovare".
Egli dichiarò inoltre che una "situazione di separazione dei cattolici tradizionalisti dalla gerarchia, provocate dalle crisi nella Chiesa, oltre ad essere anormale, deve essere temporanea e momentanea, dovrebbe suscitare in noi un'ansia per la regolarizzazione e l'unione piuttosto che una compiacenza per la nostra situazione".
Rifan nel 2013 collaborò nell'esame e nell'approvazione materiale del Compendio del catechismo tradizionale della Chiesa Cattolica, una versione guidata del Catechismo di san Giovanni Paolo II.
In un'intervista del maggio 2003 al mensile cattolico tradizionalista La Nef, parlò delle relazioni tra l'amministrazione apostolica e la Fraternità sacerdotale San Pio X nel modo seguente:
Il 28 maggio 2011 la Fraternità San Pio X e altri gruppi tradizionalisti rimproverarono Rifan per aver concelebrato la messa secondo il rito romano nella forma ordinaria.

## Genealogia episcopale
La genealogia episcopale è:
- Cardinale Scipione Rebiba
- Cardinale Giulio Antonio Santori
- Cardinale Girolamo Bernerio, O.P.
- Arcivescovo Galeazzo Sanvitale
- Cardinale Ludovico Ludovisi
- Cardinale Luigi Caetani
- Cardinale Ulderico Carpegna
- Cardinale Paluzzo Paluzzi Altieri degli Albertoni
- Papa Benedetto XIII
- Papa Benedetto XIV
- Papa Clemente XIII
- Cardinale Marcantonio Colonna
- Cardinale Giacinto Sigismondo Gerdil, B.
- Cardinale Giulio Maria della Somaglia
- Cardinale Carlo Odescalchi, S.I.
- Cardinale Costantino Patrizi Naro
- Cardinale Lucido Maria Parocchi
- Papa Pio X
- Papa Benedetto XV
- Papa Pio XII
- Cardinale Eugène Tisserant
- Papa Paolo VI
- Arcivescovo Angelo Palmas
- Cardinale Darío Castrillón Hoyos
- Vescovo Fernando Arêas Rifan